# Scenopinus minutus
Scenopinus minutus är en tvåvingeart som beskrevs av Kelsey 1969. Scenopinus minutus ingår i släktet Scenopinus och familjen fönsterflugor. Inga underarter finns listade i Catalogue of Life.